# Toni Müller
Pour les articles homonymes, voir Müller.
Toni Müller, né le 10 mai 1984, est un curleur suisse. 

## Palmarès

### Jeux olympiques
| Édition    | Vancouver 2010 |
| Classement | Bronze         |

### Championnats du monde
| Édition    | Grand Forks 2008 | Moncton 2009 |
| Classement | 11e              | 4e           |